# Раднички (Пирот)
Футбольний клуб Раднички (Пирот) або просто Раднички (серб. Фудбалски клуб Раднички Пирот) — професіональний сербський футбольний клуб з міста Пирот.

## Історія
Футбольний клуб «Радник» було утворено в 1945 році. З 1969 року з невеликою перервою команда виступала в Другій союзній лізі, згодом увійшов до числа 20-и найсильніших команд країни. У сезонах 1975/76, 1976/77 та 1995/96 років «Радник» був близьким до виходу в Першу союзну лігу. У тих сезонах клуб з Пирота посідав 3-є місце, поступаючись виходом до Вищого дивізіону «Вардару», «Приштині» та «Напредаку». У наймасовошому футбольному змаганні країни, Кубку Югославії, у сезоні 1975/76 років клуб дійшов до 1/4 фіналу, де поступився «Динамо» (Загреб). Цікаво, що в 1/8 фіналу «білі» обіграли «Црвену звезду» з рахунком 4:2.
Після розпаду старої Югославії «Раднички» розпочали свої виступи в Другій лізі ФР Югославія 1992/93. Протягом наступних десяти років команда балансувала між другим та третім дивізіонами чемпіонату країни, допоки в сезоні 1996/97 років не фінішувала на 3-у місці в Другій лізі. 
У сезоні 2004/05 років «Раднички» дійшли до 1/4 фіналу кубку Сербії і Чорногорії, де з рахунком 0:1 поступилися белградському «Раду». За підсумками наступного сезону виграли Сербську лігу Схід та завоювали путівку до Першої ліги Сербії. У другому дивізіоні сербського футболу відіграв три сезони, допоки в 2008 році не повернувся до Сербської ліги Схід. У сезоні 2006/07 років повторили свій найкращий результат у кубку країни, дійшли до 1/4 фіналу, де з рахунком 1:2 поступилися «Воєводині».

## Досягнення
- Сербська ліга Схід
  -  Чемпіон (2): 2004/05, 2015/16

## Стадіон
Стадіон Драган Николич (названий на честь колишнього президента клубу), відомий також як Стадіон Нишавського краю, належить до числа багатофункціональних спортивних споруд. Розташований у місті Пирот. На даний час використовується переважно для проведення футбольних матчів, домашня арена клубу «Раднички» (Пирот). Побудований у 1961 році, вміщує 6 816 сидячих місць.

## Уболівальники
Основна група активних вболівальників клубу має назву «Піргосі». Вона була заснована влітку 1990 року. На футбольному стадіоні традиційно займають східну трибуну.

## Статистика
| Сезон   | Ліга     | Ліга | Ліга | Ліга | Ліга | Ліга | Ліга | Ліга | Ліга | Кубок |
| Сезон   | Дивізіон | Іг   | В    | Н    | П    | ЗМ   | ПМ   | Міс  | О    | Кубок |
| ------- | -------- | ---- | ---- | ---- | ---- | ---- | ---- | ---- | ---- | ----- |
| 2010–11 | 3 – Схід | 30   | 16   | 4    | 10   | 51   | 34   | 52   | 2-е  | —     |
| 2011–12 | 3 – Схід | 30   | 10   | 10   | 10   | 34   | 30   | 40   | 10-е | —     |
| 2012–13 | 3 – Схід | 30   | 19   | 4    | 7    | 46   | 14   | 61   | 3-є  | —     |
| 2013–14 | 3 – Схід | 30   | 15   | 3    | 12   | 44   | 32   | 48   | 4-е  | —     |
| 2014–15 | 3 – Схід | 30   | 18   | 5    | 7    | 68   | 25   | 59   | 2-е  | —     |
| 2015–16 | 3 – Схід | 30   | 19   | 9    | 2    | 54   | 20   | 66   | 1-е  | —     |
| 2016–17 | 2        | 30   | 12   | 7    | 11   | 30   | 31   | 43   | 6-е  | —     |

## Відомі гравці
- Никола Джурджич
- Іван Гвозденович
- Ненад Єстрович
- Матея Кежман
- Радивоє Манич
- Йован Станкович
- Марин Міок
- Никола Василевич
- Никола Вуядинович
- Владимир Зеленбаба

## Відомі тренери
| Період    | Ім'я              |
| --------- | ----------------- |
| 2005      | Чедомир Матич     |
| 2006      | Мар'ян Живкович   |
| 2006      | Владимир Йосич    |
| 2006–2007 | Небойша Вигнєвич  |
| 2007      | Цвієтин Благоєвич |
| 2007      | Зоран Николич     |
| 2007      | Милош Йоксич      |
| 2008      | Любомир Велькович |
| 2009      | Горан Цветкович   |
| 2009      | Слободан Джошев   |

| Період    | Ім'я                  |
| --------- | --------------------- |
| 2009      | Мар'ян Живкович       |
| 2010      | Слободан Джошев       |
| 2010–2011 | Войкан Алексич        |
| 2011–2012 | Радивоє Манич         |
| 2012      | Мілан Стояновський    |
| 2012–2013 | Міле Томич            |
| 2013–2014 | Александар Кузманович |
| 2014–2015 | Войкан Алексич        |
| 2015–2017 | Мар'ян Живкович       |
| 2017      | Дражен Дукич          |
| 2017–2018 | Горан Лазаревич       |
| 2018      | Александар Кузманович |
| 2018–     | Марко Видоєвич        |